# ملعب أرتورو كولانا
ملعب أرتورو كولانا ((بالإنجليزية: Stadio Arturo Collana)‏) هو ملعب كرة قدم في مدينة نابولي الإيطالية؛ ويقع في منطقة فوميرو. تم بناء الملعب في أواخر عشرينيات القرن 20 حيث كان في البداية يحمل اسم ملعب الثامن والعشرون من أكتوبر. يتسع حالياً لجلوس 12,000 متفرج.